# Jurgen Colin
Jurgen Colin (* 20. Januar 1981 in Utrecht) ist ein niederländischer Fußballspieler, der 2004 mit Eindhoven und 2008 mit Ajax Amsterdam jeweils Zweiter in der niederländischen Ehrendivision wurde.
Der Abwehrspieler begann 2001 seine Profikarriere bei der PSV Eindhoven. Anfang 2002 wurde er an den KRC Genk ausgeliehen. In der darauffolgenden Saison wechselte er leihweise zum NAC Breda, bei dem er sich als Stammspieler durchsetzen konnte, bevor er 2003 wieder zum PSV zurückkehren musste. 2004 wurde er dann erneut für ein Jahr an Breda ausgeliehen.
Ein Jahr später wechselte er nach England zu Norwich City. Mit diesem Verein spielte er zwei Jahre lang in der First Division. Im Juli 2007 unterschrieb er bei Ajax Amsterdam einen Vertrag für ein Jahr. 2008 wechselte er in die Primera División zum Aufsteiger Sporting Gijón. Im August 2009 wechselte er zu RKC Waalwijk, im Januar 2011 von dort zu Anorthosis Famagusta.
Seit Juli 2013 spielt er bei Hapoel Tel Aviv in Israel.